# Guatlla coromandèlica
La guatlla coromandèlica (Coturnix coromandelica) és una espècie d'ocell de la família dels fasiànids (Phasianidae). Aquestes guatlles viuen en Àsia meridional, al Pakistan, l'Índia, Myanmar i oest de Tailàndia.